# Pévange
Pévange település Franciaországban, Moselle megyében. Lakosainak száma 40 fő (2022. január 1.). Pévange Achain, Haboudange, Morhange és Riche községekkel határos.

## Népesség
A település népességének változása:
| Lakosok száma | 35   | 55   | 60   | 51   | 52   | 53   | 51   | 46   | 45   | 40   |
|               | 1968 | 1982 | 1990 | 2006 | 2013 | 2015 | 2017 | 2019 | 2020 | 2022 |